# مرجانی کوهی
مرجانی کوهی (انگلیسی: Arenaria montana) گونه‌ای از گیاهان گل‌دار از تیرهٔ میخکیان است که گونهٔ بومی مناطق کوهستانی جنوب غربی اروپا، از پیرنه تا پرتغال به‌شمار می‌رود.
نام لاتین گونه یعنی montana به معنای «کوهی» یا «آمده از کوه» است.

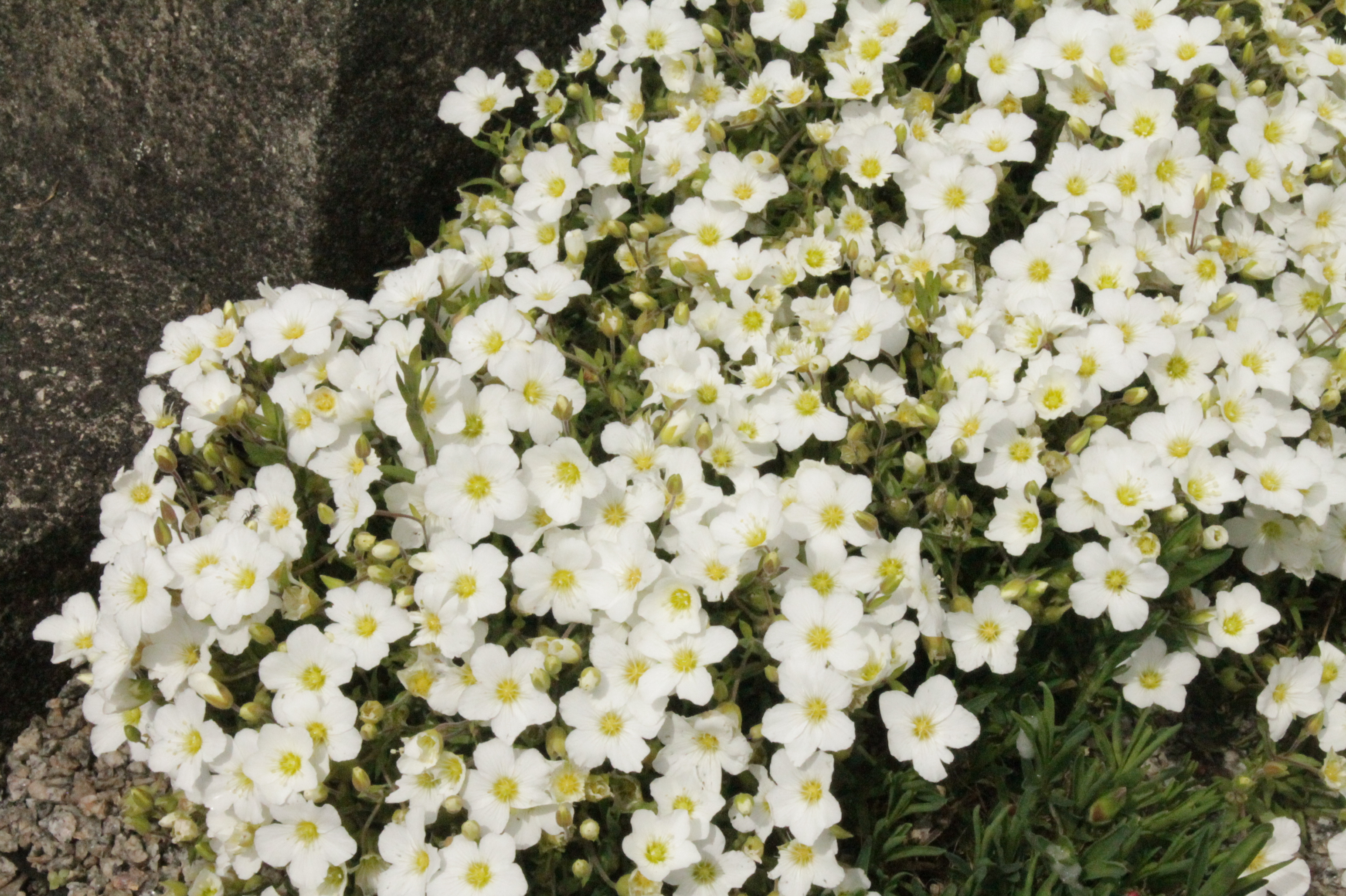
Arenaria montana در حال گل‌دهی

## توصیف
مرجانی کوهی یک گیاه چندساله و همیشه‌سبز است که به ارتفاعی حدود ۱۴–۲۲ سانتیمتر (۶–۹ اینچ) می‌رسد و دارای برگ‌هایی نیزه‌ای‌شکل یا تخم‌مرغی‌شکل به رنگ سبز تا سبز مایل به خاکستری است که طول آن‌ها بین ۱۰–۳۰ میلیمتر (۰٫۴–۱٫۲ اینچ) است.
این گیاه از اواسط تا اواخر بهار، خوشه‌هایی متراکم از گل‌های سفید تا سفید مایل به شیری تولید می‌کند که قطر هر گل حدود ۲۵ میلیمتر (۱ اینچ) است و در گل‌آذین‌هایی با ۲ تا ۱۰ گل قرار دارند.
مرجانی کوهی خاک‌هایی با زه‌کشی خوب و بافت شنی تا لوم شنی را ترجیح می‌دهد و در دامنهٔ اسیدیتهٔ متوسط (با پی‌اچ ۵٫۵ تا ۷٫۵) بهتر رشد می‌کند. این گیاه همچنین خاک مرطوب را ترجیح می‌دهد زیرا سامانهٔ ریشه‌ای کم‌عمق آن را نسبت به خشکی آسیب‌پذیر می‌سازد.
این گیاه موفق به دریافت جایزهٔ شایستگی باغبانی از انجمن سلطنتی باغبانی شده است.